# Morilla (Huesca)
Morilla es una localidad perteneciente al municipio de Ilche, en la provincia de Huesca, comunidad autónoma de Aragón, España. 
En el 1991 tenía una población de 97 habitantes, mientras que en el 2018 contaba con 62 habitantes.

## Historia
El 24 de mayo de 1372 el obispo de Huesca Juan Martínez de Barcelona, compró al escudero García Castillazuelo, el palacio, castillo y lugar de Morilla con sus personas y términos por 18.000 sueldos jaqueses, siendo esta compraventa consentida por el escudero Jaime de Ágreda  y su mujer Catalina de Mur, ambos vecinos de la villa.
Aunque igualmente unos años antes los vecinos de la villa junto con el señor, Garcia Castillazuelo, vendieron a Rodrigo Castillazuelo, vecino de Peralta de Alcofea el censo anual de 150 sueldos por unos 1.500 a pagar el día de San Jorge, siendo efectuado el pago el 16 de abril de 1369.

## Patrimonio
- Iglesia parroquial de San Andrés: construida en el siglo XVI con sillares de piedra y con tapial, aunque muestra distintos niveles de construcción.[4] Tiene una nave con cabecera recta y cubiertas con bóveda de lunetos en los que se abren vanos en arco rebajado para permitir la entrada de luz, mientras que en los laterales se abren cinco capillas con bóvedas encamonadas. Tiene una torre exenta de construcción posterior y está compuesta por dos cuerpos: el inferior es de planta cuadrada, con pilastras adosadas en los ángulos y acceso en arco de medio punto mientras que el superior es de menor altura, con planta octogonal, con un vano de medio punto en cada paramento y remate en chapitel cónico.[5]